# 国防高等研究計画局

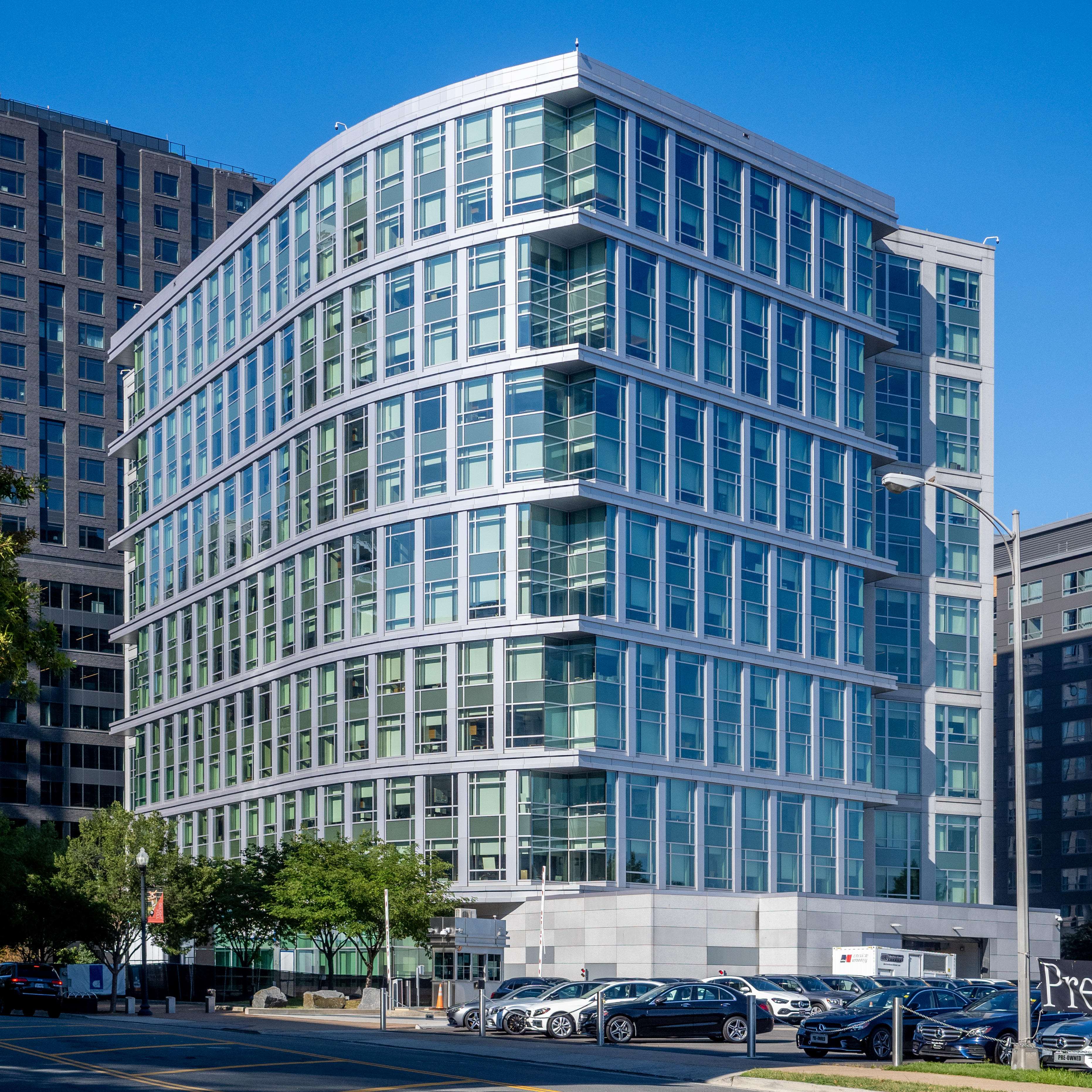
国防高等研究計画局本庁舎（2022年）

国防高等研究計画局（こくぼうこうとうけんきゅうけいかくきょく、Defense Advanced Research Projects Agency）は、軍用技術の開発および研究を行うアメリカ国防総省の特別の機関である。日本語では防衛高等研究計画局、国防高等研究事業局などとも表記される。略称はダーパ（DARPA）。ARPAの時期にインターネットの原型であるARPANET・全地球測位システムのGPSを開発したことで知られている。

## 概要
アメリカ国防総省・国防総省内部部局。大統領と国防長官の直轄の組織で、アメリカ軍から直接的な干渉は受けない。構成人員は300人ほど。
DARPA長官の下には約150名の技術系職員がプロジェクトマネージャーとして各分野の研究をおこなっている。技術系職員は公募による民間人が大半であり軍人は少ない。任期は4～6年。DARPAの主な活動は軍事利用を見据えた最先端科学技術の開発である。その中でも軍や科学技術基金などの組織が投資を行わない隙間への投資を積極的に行う。
予算はアメリカ国防総省の科学技術開発費の25%と決められており、2007年度予算は32億ドルになる。DARPAの研究施設という建物は存在せず、実際の研究はプロジェクトマネージャーが企業や大学の研究施設で行っている。
国防高等研究計画局は軍の研究開発機関とは独立しており、軍や議会からの批判や抵抗を受けないという特徴を持つ。
一年半から二年周期でDARPATechという一般公募を行っている。これにはアメリカ人だけでなく国外からも参加が可能であり、書類審査を通過した3,000人が参加している。この一般公募にはアメリカ軍そのものも一般人と同条件で参加しており、アメリカ軍がDARPAから予算を貰って軍内部で研究しているという事例もある。これ以外にも無人自動車による競技大会などを定期的に開いたりして技術の公募を行っている。
国防高等研究計画局で行われている研究は全て一般公募という形を取る為、全ての研究目標が公開されており、一般に秘匿されているような極秘研究は無い。

## 現在の組織構造
2007年現在、DARPAは長官の下に7つのプログラムオフィスを持っている。
1.防衛科学研究室 (The Defense Sciences Office (DSO) )
基礎研究部門の一つで主に数学、物理、化学、生物、材料工学、医学などの研究を行っている。
2.情報処理技術研究室 (The Information Processing Technology Office (IPTO) )
基礎研究部門の一つで主にネットワーク、通信、情報収集などの研究を行っている。
3.マイクロシステム技術研究室 (The Microsystems Technology Office (MTO) )
基礎研究部門の一つで主に半導体やマイクロマシンなどの微細技術の研究を行っている。
4.先進技術研究室 (The Advanced Technology Office (ATO) )
応用研究部門の一つ
5.情報活用研究室 (The Information Exploitation Office (IXO) )
応用研究部門の一つ
6.特別技術研究室 (The Special Projects Office (SPO) )
応用研究部門の一つ
7.戦術研究室 (The Tactical Technology Office (TTO) )
応用研究部門の一つ

## 選定方法
国防高等研究計画局ではDARPAモデルと呼ばれる手法を用いて投資する研究対象を決定している。
一見すると空想的な研究内容に予算を与えていることから評価方法の異常性を疑う意見もあるが、その評価方法は極めて現実的である。
1. プロジェクトマネージャーと長官と政府、国防総省などの三者間でアイディアと提案の意見交換を行う。
2. 挑戦する目標を決定する。
3. 解決方法の妥当性評価
4. 評価ポイントの設定
5. 公募仕様書 (DARPA Operation Plan) の作成
6. 公募を実施
7. 実施者を選定
8. 実施者との契約

## 歴史
- 1957年にスプートニク・ショックを受けたアイゼンハワー大統領の命令で国防長官に進言する防衛科学技術担当長官 (DDR&E) を国防総省内局 (OSD) に設置したのが始まりである。
- 1958年に防衛科学技術担当長官 (DDR&E) の下に最先端科学技術を短期間で軍事技術へ転用させるための研究を管理する組織として高等研究計画局（Advanced Research Projects Agency、略称：アーパ、ARPA）が設立された。
- 1972年3月23日 DARPAへ改称。
- 1993年2月22日 ARPAへ戻される。
- 1996年3月11日 再びDARPAへ戻される。
- 2001年6月18日 アンソニー・J・テザー（英語版）が長官に就任
- 2009年7月2日   レジナ・E・デューガン（英語版）が第19代長官に就任

- 歴史
- DARPAの50年後
- 形成期（1958〜1975年)
- 冷戦時代（1975〜1989年)
- ソビエト後（1989年)

## その他
アメリカ同時多発テロ事件後の対テロ戦争でマンハッタン計画以来の大規模な国家プロジェクトとも呼ばれる様々な個人情報収集を推し進めたDARPAの情報認知室は監視社会・管理社会化をもたらすと批判を浴びて設置から1年で閉鎖に追い込まれた。しかし、その後、秘密裡に一部のプロジェクトが継続していたことをエドワード・スノーデンによって暴露された。
軍事訓練システムの開発と配備のための研究プロジェクトであるDARWARSにおいて、米国陸軍の車列護衛の練習用としてOperation Flashpoint: Cold War Crisis (OFP: CWC) を元にDARWARS Ambush!が開発された。その後、OFPユーザが制作したアドオンやModが無断でこのシステムに組み込まれるという問題が起きたことがある。
また最近では「メタボリック・ドミナンス」あるいは「『最高の兵士能力』プロジェクト」と呼ばれるプロジェクトが開発中である。このプロジェクトは兵士が最高のパフォーマンスを不眠・不休・絶食の状態で維持できるかというものであり、DARPAはこれに多額の資金を費やしている。しかし栄養学者などによると、DARPA内のほかのプロジェクト同様、空想の域を出ないとしている。
2015年、動く目標を自動追尾する50口径の銃弾の開発に成功したことを発表している。